# Me at the zoo
Me at the zoo (Nederlands: Ik in de dierentuin) is het eerste filmpje dat werd geüpload op de internetwebsite YouTube.
Het werd geüpload om 20:31:52 (PDT) op zaterdag 23 april 2005 door Jawed Karim, een van de oprichters van de website, onder de gebruikersnaam "jawed". Het 19 seconden durende filmpje werd opgenomen door Yakov Lapitsky in de dierentuin van San Diego. Het filmpje toont Karim voor een groep olifanten, terwijl hij uitlegt hoe interessant hun enorm, enorm, enorm lange slurven zijn.
In november 2013 paste Karim, als protest tegen Google+, de profielfoto bij de video aan en voegde hij aan de videobeschrijving twee kritische opmerkingen toe.

## Nalatenschap
De Los Angeles Times schreef: "As the first video uploaded to YouTube, it played a pivotal role in fundamentally altering how people consumed media and helped usher in a golden era of the 60-second video." In februari 2024 was de film 309 miljoen keer bekeken en waren er meer dan 11 miljoen reacties op gepost.